# Zwarte Molen (Lille)
De Zwarte Molen of Molen van Goubergen is een windmolenrestant in de Antwerpse plaats Lille, gelegen aan de Verbindingsstraat 13.
Deze ronde stenen molen van het type grondzeiler fungeerde als korenmolen en oliemolen.

## Geschiedenis
De molen werd opgericht in 1861 en oorspronkelijk was er beneden in de molen ook een oliemolen waar koolzaad werd geslagen tot smoutolie. Aanvankelijk was de molen zwart geverfd, vandaar de naam. In 1933 werden de wieken verwijderd en in 1937 werd ook het binnenwerk verwijderd, behalve de molenas en het vangwiel. De molen werd ingericht als woonhuis. In 2016 werd de molen geschonken aan de vzw Kempens Landschap. De kap, waaruit de molenas steekt, is nog aanwezig.
- Inventaris van het Bouwkundig Erfgoed (Vlaanderen): 47425